# Satyrus modesta
Satyrus modesta är en fjärilsart som beskrevs av Moore 1893-1896. Satyrus modesta ingår i släktet Satyrus och familjen praktfjärilar. Inga underarter finns listade.